# Diocesi di Vilkaviškis
La diocesi di Vilkaviškis (in latino: Dioecesis Vilkaviskensis) è una sede della Chiesa cattolica in Lituania suffraganea dell'arcidiocesi di Kaunas. Nel 2022 contava 276.356 battezzati su 300.917 abitanti. È retta dal vescovo Rimantas Norvila.

## Territorio
La diocesi comprende la contea di Marijampolė e parte delle contee di Alytus e di Kaunas.
Sede vescovile è la città di Vilkaviškis, dove si trova la cattedrale della Beata Vergine Maria, ma la residenza dei vescovi è a Marijampolė.
Il territorio è suddiviso in 6 decanati e in 104 parrocchie.

## Storia
La diocesi è stata eretta il 4 aprile 1926 con la bolla Lituanorum gente di papa Pio XI. La nuova diocesi comprendeva gli 11 decanati della diocesi di Augustów che dopo la prima guerra mondiale si trovarono in territorio lituano. Primo vescovo della nuova diocesi fu Antanas Karosas (Antoni Karaś), che fu l'ultimo vescovo di Augustów e che, nell'immediato dopoguerra, aveva posto la sua sede a Vilkaviškis.
Nel 1930 è stata ultimata la costruzione del seminario diocesano. L'anno successivo fu celebrato il primo congresso eucaristico e nel 1934 fu indetto il primo sinodo diocesano.

## Cronotassi dei vescovi
Si omettono i periodi di sede vacante non superiori ai 2 anni o non storicamente accertati.
- Antanas Karosas † (5 aprile 1926 - 7 luglio 1947 deceduto)
  - Sede vacante (1947-1991)
- Juozas Žemaitis, M.I.C. † (24 dicembre 1991 - 5 gennaio 2002 ritirato)[2]
- Rimantas Norvila, dal 5 gennaio 2002

## Statistiche
La diocesi nel 2022 su una popolazione di 300.917 persone contava 276.356 battezzati, corrispondenti al 91,8% del totale.
| anno | popolazione | popolazione | popolazione | presbiteri | presbiteri | presbiteri | presbiteri                | diaconi | religiosi | religiosi | parrocchie |
| anno | battezzati  | totale      | %           | numero     | secolari   | regolari   | battezzati per presbitero | diaconi | uomini    | donne     | parrocchie |
| ---- | ----------- | ----------- | ----------- | ---------- | ---------- | ---------- | ------------------------- | ------- | --------- | --------- | ---------- |
| 1950 | 350.000     | 365.000     | 95,9        |            |            |            |                           |         |           |           | 101        |
| 1970 | ?           | ?           | ?           | 127        | 127        |            | ?                         |         |           |           | 94         |
| 1980 | ?           | ?           | ?           | 111        | 111        |            | ?                         |         |           |           | 94         |
| 1990 | 351.400     | ?           | ?           | 114        | 114        |            | 3.082                     | 1       |           |           | 100        |
| 1999 | 400.200     | 443.000     | 90,3        | 123        | 110        | 13         | 3.253                     | 1       | 15        | 80        | 103        |
| 2000 | 400.200     | 443.000     | 90,3        | 118        | 109        | 9          | 3.391                     |         | 11        | 80        | 103        |
| 2001 | 400.200     | 443.000     | 90,3        | 120        | 112        | 8          | 3.335                     |         | 14        | 95        | 103        |
| 2002 | 400.200     | 443.000     | 90,3        | 123        | 116        | 7          | 3.253                     |         | 13        | 94        | 103        |
| 2003 | 398.800     | 442.900     | 90,0        | 121        | 113        | 8          | 3.295                     |         | 11        | 81        | 103        |
| 2004 | 382.400     | 403.000     | 94,9        | 121        | 113        | 8          | 3.160                     |         | 10        | 93        | 103        |
| 2010 | 346.360     | 354.500     | 97,7        | 125        | 118        | 7          | 2.770                     |         | 8         | 93        | 105        |
| 2014 | 331.154     | 339.241     | 97,6        | 122        | 117        | 5          | 2.714                     |         | 6         | 86        | 106        |
| 2017 | 311.000     | 319.126     | 97,5        | 115        | 109        | 6          | 2.704                     |         | 8         | 75        | 104        |
| 2020 | 279.633     | 303.565     | 92,1        | 108        | 103        | 5          | 2.589                     | 4       | 7         | 71        | 104        |
| 2022 | 276.356     | 300.917     | 91,8        | 106        | 103        | 3          | 2.607                     | 4       | 4         | 51        | 104        |